# ایستگاه راه‌آهن گلستان
ایستگاه راه‌آهن گلستان در گلستان، استان تهران واقع شده‌است. این ایستگاه تحت مالکیت شرکت راه‌آهن جمهوری اسلامی ایران قرار دارد.